# القدمة (يافع)
القدمة هي إحدى قرى عزلة لبعوس بمديرية يافع التابعة لمحافظة لحج، بلغ تعداد سكانها 472 نسمة حسب تعداد اليمن لعام 2004.